# Marc Ryan
Marc James Ryan (nascido em 14 de outubro de 1982) é um ciclista neozelandês.
Nos Jogos Olímpicos de Verão de 2008 em Pequim, Ryan conquistou a medalha de bronze na perseguição por equipes, juntamente com Sam Bewley, Hayden Roulston e Jesse Sergent.
nos Jogos Olímpicos de Verão de 2012 em Londres, junto com Jesse Sergent, Sam Bewley, Westley Gough e Aaron Gate, Ryan novamente conquistou a medalha de bronze competindo na mesma prova.